# Dmitrij Murav'ëv
Dmitrij Sergeevič Murav'ëv (in russo Дмитрий Сергеевич Муравьёв?; trasl. angl. Dmitriy Muravyev; Kazakhstanskaya, 2 novembre 1979) è un ex ciclista su strada kazako, specialista delle classiche, professionista dal 2002 al 2014.

## Carriera
Dopo aver esordito con la Mapei-Quick Step-Latexco, squadra filiale della Mapei-Quick Step, nel 2002 vince il titolo nazionale kazako in linea (si ripete a cronometro nel 2003 e nel 2005). Passa professionista nel 2004 con la Crédit Agricole, poi dopo due stagioni si accasa alla belga Jartazi-7 Mobile.
Nel 2007 si trasferisce alla neonata formazione Astana, con la quale partecipa a numerose corse del Calendario mondiale UCI, tra le quali il Giro delle Fiandre 2007, nel quale è ottavo, e il Tour de France 2009, vinto dal suo compagno di squadra Alberto Contador. Nel 2010, assieme ad altri 11 compagni dell'Astana, si trasferisce nel nuovo sodalizio fondato da Lance Armstrong e Johan Bruyneel, il Team RadioShack.
Al termine del 2011, con la dismissione del Team RadioShack, torna in Kazakistan per gareggiare nuovamente con la divisa dell'Astana.

## Palmarès
- 2001

Circuit du Hainaut
- 2002

Campionati kazaki, Prova in linea
- 2003

Campionati kazaki, Prova a cronometro
1ª tappa Vuelta a Navarra
Prologo Ruban Granitier Breton
2ª tappa Ruban Granitier Breton
2 tappe Tour de Pyrénées
- 2005

Campionati kazaki, Prova a cronometro

## Piazzamenti

### Grandi Giri
- Giro d'Italia

2005: 92º
2007: 51º
- Tour de France

2009: 148º
2010: 148º
2011: 129º
2013: 167º
- Vuelta a España

2008: 131º

### Classiche monumento
- Milano-Sanremo

2005: ritirato
2009: 75º
2010: 37º
2011: 96º
2012: 47º
- Giro delle Fiandre

2007: 8º
2008: 16º
2009: 77º
2010: 38º
2011: 44º
2012: 39º
2013: 39º
- Parigi-Roubaix

2012: ritirato
2013: 76º

### Competizioni mondiali
- Campionati del mondo

Zolder 2002 - In linea: ritirato
Madrid 2005 - In linea: ritirato
Varese 2008 - In linea: 31º